# ويليام كوك هانسون
ويليام كوك هانسون (بالإنجليزية: William Cook Hanson)‏ هو قاضي ومحامي أمريكي، ولد في 14 مايو 1909 في مقاطعة غرين في الولايات المتحدة، وتوفي في 6 يونيو 1995.